# Mas d'Aumet
El Mas d'Aumet és una masia al sud del terme municipal de Tivissa (Ribera d'Ebre), prop del de Vandellòs. Adossada a l'edifici del mas hi ha la Torre d'Aumet que ha estat declarada bé cultural d'interès nacional.
La casa està construïda aprofitant el desnivell del terreny, pel que la torre es troba en una cota superior. La masia consta de dos cossos de planta baixa, dos pisos i golfes, que tenen la coberta a dues vessants amb el carener paral·lel a la façana. Les façanes presenten pedra vista i restes d'arrebossat. A pocs metres hi ha una altra casa, constituïda per nombrosos cossos adossats, els de major alçada de dos nivells.
La Torre d'Aumet és de planta quadrangular adossada en un extrem de la façana posterior del Mas d'Aumet, consta de cinc nivells d'alçat i està coronada amb merlets esglaonats. S'hi accedeix directament pel primer pis, a través d'una escala adossada en paral·lel al mur, per un portal d'arc de ferradura ressaltat, inscrit dins un rectangle. Seguint el seu eix, els pisos superiors s'obren amb el mateix tipus de finestra, excepte al pis superior, on hi ha tres finestres cegues amb llinda de fusta, que es repeteixen a les altres cares de la torre. Entre les finestres i el coronament hi ha una cornisa senzilla. Al costat del portal hi ha pintat un rellotge de sol ovalat. A l'alçada del quart pis hi ha mènsules que podrien haver suportat un matacà. L'acabat exterior és arrebossat d'argamassa i carreus escairats a les cantonades.